# Daniel Sepulveda
Daniel Wade Sepulveda (født 12. januar 1984) er en tidligere amerikansk fodbold-spiller fra USA, der spillede fem sæsoner for NFL-holdet Pittsburgh Steelers. Han spillede positionen punter.